# Malena Contestí
Magdalena Margarita Contestí Rosselló (Palma de Mallorca, 4 de mayo de 1985), más conocida como Malena Contestí, es una abogada y política española. Fue diputada en las Cortes Generales, por la circunscripción de las Islas Baleares por el partido Vox.

## Biografía
Nacida en Palma de Mallorca el 4 de mayo de 1985, es hija del antiguo presidente del R. C. D. Mallorca Miguel Contestí.
Contestí obtuvo la licenciatura en Derecho por la Universidad de ESADE, junto con un Máster en Derecho Civil, en 2011. Posteriormente obtuvo dos postgrados en Urbanismo, reedificación e Inmobiliario por la Universidad Pompeu Fabra (IDEC). Desarrolló su carrera en despachos de abogados y empresas inmobiliarias. En 2018 ayudó a fundar el partido político Actúa Baleares.
Cabeza de lista de la candidatura de la coalición electoral Actúa-Vox por Baleares de cara a las elecciones generales del 28 de abril de 2019 resultó elegida diputada de Congreso. Durante la xiii legislatura ejerció de vicepresidenta segunda de la Comisión parlamentaria de Trabajo, Migraciones y Seguridad Social y de portavoz en la Comisión de Política Territorial y Función Pública.
En agosto de 2019 abandonó sus cargos en Actúa Baleares con acusaciones hacia esta formación política. El 24 de febrero de 2020 representantes de Vox presentaron la memoria de sus cuentas de 2018 y 2019, y afirmaron que nunca se había producido irregularidad contable por parte del partido. En septiembre de 2019 se despidió del Congreso emitiendo un comunicado en el que acusaba a la que había sido su formación: «Vox no es un partido político, es un movimiento extremista y antisistema», y cuya ideología promovía formas de «demagogia, homofobia, y extremismos varios», denunciando que el partido se había convertido en un «claro ejemplo de proselitismo totalitario». 
El 16 de octubre de 2020 se conoció, a través de la prensa nacional, su afiliación al partido Ciudadanos. El 6 de octubre de 2021 abandona la formación naranja porque el partido «no tiene rumbo ni banderas».